# Uranium-233
Uranium-233 of 233U is een radioactieve isotoop van uranium, een actinide. De isotoop komt van nature niet op Aarde voor.
De kern is geschikt voor kernreactoren en voor eenvoudige kernwapens. Het wordt als dat laatste genoemd in de categorie 'bijzondere splijtstoffen' in het Euratomverdrag, artikel 197. Het heeft geen toepassing in huidige ontwerpen van een waterstofbom.
In 1946 werd publiek bekend dat uranium-233 radioactief vervalt tot thorium-232 als "een derde beschikbare bron van kernenergie en atoombommen", in aanvulling op uranium-235 en plutonium-239.
De Verenigde Staten hebben in de loop van de Koude Oorlog ongeveer 2 ton uranium-233 geproduceerd, in verschillende niveaus van chemische en isotopische zuiverheid. Deze werden geproduceerd in de Hanford Site en de Savannah River Site in reactoren die ontworpen waren voor de productie van plutonium-239. De historisch productiekost, geschat op basis van de kosten van de plutoniumproductie, bedroeg 2 tot 4 miljoen dollar per kilo.

## Radioactief verval
Uranium-233 is licht radioactief en vervalt door uitstoting van een alfadeeltje tot de radio-isotoop thorium-229:
{\displaystyle {\ce {{^{233}_{92}U}->{^{229}_{90}Th}+\,_{2}^{4}\alpha }}}
De halveringstijd bedraagt bijna 160.000 jaar.
215U · 216U · 217U · 218U · 219U · 220U · 221U · 222U · 223U · 224U · 225U · 226U · 227U · 228U · 229U · 230U · 231U · 232U · 233U · 234U · 234mU · 235U · 235mU · 236U · 236m1U · 236m2U · 237U · 238U · 238mU · 239U · 239m1U · 239m2U · 240U · 241U · 242U · 243U